# Discosea
Discosea – gromada ameb należących do supergrupy Amoebozoa w klasyfikacji Cavaliera-Smitha. Klasyfikacja Adla traktuje Discosea jako klad.
Należą tutaj następujące podgromady i rzędy według Cavalier-Smitha:
- Podgromada Flabellinia Smirnov i inni, 2005
  - Rząd Dactylopodida Smirnov i inni, 2005
  - Rząd Vannellida Smirnov i inni, 2005
  - Rząd Himatismenida Page, 1987
  - Rząd Stygamoebida Smirnov i Cavalier-Smith, 2011
  - Rząd Pellitida Smirnov i Cavalier-Smith
  - Rząd Trichosida Moebius, 1889
- Podgromada Longamoebia Smirnov i Cavalier-Smith, 2011
  - Rząd Dermamoebida Cavalier-Smith, 2004
  - Rząd Thecamoebida Smirnov i Cavalier-Smith
  - Rząd Centramoebida Rogerson i Patterson, 2002 przywrócony przez Cavalier-Smith, 2004

W klasyfikacji Adl'a wyróżniamy tylko 4 klady:
- Flabellinia Smirnov i inni, 2005
- Himatismenida Page, 1987
- Stygamoebida Smirnov i inni 2011
- Longamoebia Smirnov i Cavalier-Smith, 2011